# Sztumskie Pole
Sztumskie Pole este o arie protejată (sit de importanță comunitară — SCI) din Polonia întinsă pe o suprafață de 571,93 ha, integral pe uscat.

## Localizare
Centrul sitului Sztumskie Pole este situat la coordonatele 53°57′15″N 18°58′02″E / 53.9541°N 18.9672°E.

## Înființare
Situl Sztumskie Pole a fost declarat sit de importanță comunitară în octombrie 2009 pentru a proteja 1 specie de animale.

## Biodiversitate
Situată în ecoregiunea continentală, aria protejată conține 4 habitate naturale: Lacuri și iazuri distrofice naturale, Mlaștini turboase de tranziție și turbării mișcătoare, Păduri de stejar sau de stejar și carpen sub-atlantice și medio-europene de Carpinion betuli, Mlaștini împădurite.
La baza desemnării sitului se află o specie protejată de  pești: Rhynchocypris percnurus.